# Trypogeus tonkinensis
Trypogeus tonkinensis (лат.) — вид жуков-усачей рода Trypogeus из подсемейства Dorcasominae. Юго-Восточная Азия: Вьетнам (Tonkin).

## Описание
Среднего размера жуки-усачи (длина самок 13 мм, ширина в плечах 3,7 мм), желтовато-коричневого цвета. Сходен с T. javanicus, но отличается тем, что многие антенномеры более вытянуты, и в целом более длинными усиками, а надкрылья явно менее контрастны, затемнены по бокам и на вершине. От T. albicornis отличается, тем, что надкрылья менее расходятся по шву в апикальной части и менее затемнены на вершине, частично затемнены лапки и более сильно вытянутые протарсомеры. Новый вид отличается от T. superbus, а также от других подобных видов блестящими надкрыльями, отчётливо светлым скоплением щетинок (образованным более или менее густыми, очень короткими, приподнятыми или частично прямостоячими щетинками), апикальными почти притуплёнными боковыми бугорками переднеспинки (напротив, по этим признакам T. tonkinensis напоминает T. javanicus, T. albicornis). Вид был впервые описан в 2018 году российским энтомологом Александром Ивановичем Мирошниковым (Сочинский национальный парк, Сочи, Краснодарский край, Россия) по материалам из Вьетнама.